# Тил’к
Тил’к (англ. Teal'c; родился в 1899) — персонаж серии научно-фантастических телесериалов «Звёздные врата: SG-1» и «Звёздные врата: Атлантида», которого играет Кристофер Джадж.

## История
Тил’к — Джаффа, который служил Первым помощником и воином Системного Лорда Апофиса. В первом эпизоде («Дети Богов») Тил’к предал своего хозяина и примкнул к SG-1, считая, что воины Тау'ри являются надеждой на конечное поражение Гоа’улдов:

О’Нилл: Я могу спасти этих людей! Помоги мне!

Тил’к: Многие так говорили. Но ты первый, кому я верю.

После доказательства его лояльности Земле, Тил’ку разрешали присоединиться к команде SG-1 и с тех пор он посвятил свою жизнь делу Тау'ри. Тил’к — один из лидеров восстания Джаффа, он мечтает о том дне, когда все Джаффа обретут свободу и все Гоа’улды будут повержены.

## Джаффа
Джаффа не имеют своего «родного мира» (так как первоначально они были рабами на Земле или же Тау'Ри, как они сами её зовут), а живут на разных планетах, в зависимости от того, какому Гоа`улду они служат. По вселенной их распространил Верховный Системный Лорд Ра, обнаруживший Землю, доставивший на неё Звёздные Врата и переправивший через них людей на различные планеты. Однако планеты с большой концентрацией Джаффа (такие как Чулак, Дакара и Делмак) можно считать «родными мирами». Дакара считается изначальной планетой, где были сделаны первые генетические модификации.
Основной функцией Джаффа считается служение богам (Гоа`улдам) в качестве воинов и инкубаторов личинок гоа`улдов. Генетические модификации были сделаны так, чтобы по достижении половой зрелости (который они называют возрастом «Прим’та») иммунная система разрушалась, если Джаффа не получал симбионта. Незрелая личинка Гоа`улда внедряется в сумчато-подобный мешочек в животе Джаффа и созревает до момента имплантации в хозяина. Личинка симбионта заменяет иммунную систему Джаффа (после имплантации личинки и последующего удаления, Джаффа живут недолго). Симбионт увеличивает силу Джаффа, дает здоровье и продлевает жизнь до 120—150 лет. Кроме того, у Джаффа отсутствует потребность во сне. Но в то же время Джаффа на регулярной основе нуждаются в медитации (Кел’но’рим), чтобы синхронизироваться со своим симбионтом. Если Кел’но’рим не проведен, то Джаффа может серьёзно заболеть.
Открытие «Третонина» позволило Джаффа отказаться от симбионта. Этот препарат исправляет иммунную систему Джаффа и позволяет жить без контроля со стороны симбионта. Однако после начала приема Третонина Джаффа нуждаются в регулярном его употреблении. Позже Ток’Ра разрабатывают лекарство, избавляющее от этой зависимости.
Все Джаффа имеют на лбу татуировку — символ принадлежности к тому Гоа`улду, которому они служили. В большинстве случаев это чёрная татуировка. У Первых Помощников (главных воинов или командующих) Лордов Системы татуировка выполнена из золота (приподнятая метка — специальным ножом обнажается кость и рана заполняется чистым литым золотом). Тил'к имел именно такую татуировку. Некоторые высокопоставленные Джаффа имеют подобную метку из серебра.
Среди Джаффа ходят легенды о фракции, известных как Содан, которые на протяжении тысячи лет не признают правления Гоа`улдов и называют их ложными богами. Содан не имеют на лбу татуировки, но сохраняют мешочек для симбионта. Содан крадут личинки Гоа`улдов и убивают их по достижении зрелости.
Предположительно, мужчины Джаффа после свадьбы должны брить головы. Однако, в духе восстания против старых традиций, позже Тил'к отращивает волосы.
Тил’к много лет носил незрелого симбионта-Гоа’улда, который давал исключительную силу, долговечную жизнь, здоровье и иммунитет практически ко всем вирусным, бактериальным инфекциям. Теперь Тил’к использует «Третонин» — препарат, который делает его физически более уязвимым чем прежде, но не привязанным к Гоа’улдам. Тил’ку более 100 лет на момент четвертого сезона.  Одним из джаффа Хроноса был отец Тил’ка. Однажды ему был дан приказ выиграть заранее проигранную битву. Когда отец Тил’ка вернулся с поражением, Хронос мучительно убил его. После этого он изгнал мать Тил’ка. Тил’к, полный ненависти по отношению к Хроносу, поклялся тренироваться, чтобы стать первым джаффа заклятого врага Хроноса Апофиса и когда-нибудь отомстить обидчику отца. В итоге стал первым воином и правой рукой Апофиса, однако догадался, что Апофис не является богом, поэтому оставил его и примкнул к команде SG-1.